# John Foulds

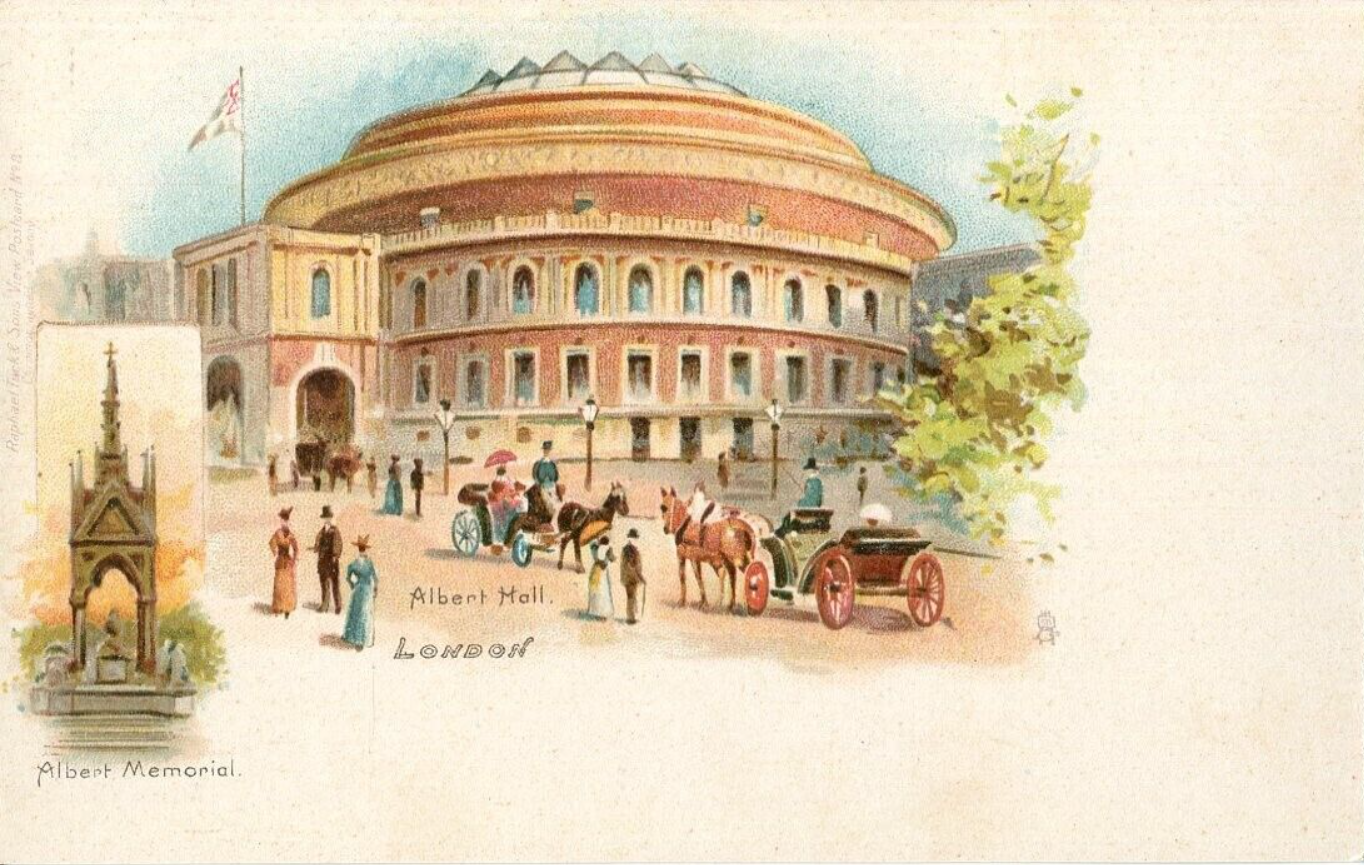
Postal del Royal Albert Hall (c. 1903) (con una viñeta en la que se distingue el Albert Memorial). En el Royal Albert Hall se estrenó el World Requiem de Foulds en 1923.

John Foulds (Hulme, Mánchester, 2 de noviembre de 1880 - Calcuta, 25 de abril de 1939) fue un compositor británico. En su momento fue muy popular por su música ligera, escrita con fines alimenticios, aunque su mayor empeño creativo lo volcó en ambiciosas y experimentales obras orquestales en las que mostró gran influencia de la música de La India. Decepcionado por la poco favorable acogida de su A World Requiem (1919–1921), abandonó Londres y se trasladó a París en 1927. En 1935 viajó a La India donde, entre otras cosas, recopiló música folclórica, compuso obras para instrumentos tradicionales indios y trabajó en una emisora de radio. Actualmente su figura se ha revalorizado y su obra concertística Dynamic Triptych op. 88 (1927-1929) ha llegado a merecer este comentario en el periódico francés Le Monde: Quizá es el mejor concierto para piano inglés, por delante de los de Ralph Vaughan Williams y Frank Bridge. Sus obras más apreciadas son A World Requiem op. 60 (1918-1921), Three Mantras for orchestra and wordless chorus («Tres mantras para orquesta y coro sin palabras», 1919–1930), Essays in the Modes para piano (1920–1927) y su Quartetto Intimo (1931–1932).
En muchos aspectos, Foulds fue un adelantado a su tiempo (por ejemplo, empezó a usar cuartos de tono en los primeros años de la década de 1890 y algunas de sus últimas obras anticipan la música de Olivier Messiaen o la del Minimalismo). Sin embargo, su gran éxito popular vino por sus composiciones de música ligera: obras como Keltic Lament fueron inmensamente populares en los años 20. La falta de reconocimiento como compositor fue una constante fuente de irritación para Foulds. En 1933 se quejó al director Adrian Boult de que su música «seria» no se interpretara jamás: «[Mis obras ligeras] son una docena o así, mientras que mis obras serias son medio centenar. Este estado de cosas es algo que irrita a un artista serio». Foulds escribió numerosas partituras para obras de teatro, especialmente para las de sus amigos Lewis Casson y Sybil Thorndike. De todas ellas, quizá la más famosa es la que compuso para el San Juan de George Bernard Shaw. Foulds interpretó esta obra en los Proms del Queen's Hall en 1925. En cualquier caso, sus energías creadoras se enfocaron principalmente hacia sus ambiciosas e innovadoras obras orquestales, en las que evidencia su conocimiento de la música asiática, especialmente la de la India.

## Infancia y juventud
Hijo de un fagotista de la orquesta The Hallé, desde niño demostró unas cualidades musicales extraordinarias. En 1900, con veinte años, fue violonchelista en la propia orquesta The Hallé al tiempo que completaba su formación como aprendiz en teatros y otras orquestas. Tocó con Hans Richter y Henry Wood tocó algunas composiciones de Foulds (en 1906 su obra Epithalamium abrió el primer concierto de los Proms en el  Queen's Hall de Londres). En 1909 se casó con Maud Woodcock, con la que tuvo un hijo, Ray, en 1911. 

## Londres
Foulds se trasladó a Londres antes de la Primera Guerra Mundial. En 1915, en plena contineda, conoció y se casó con la violinista Omananda Puri, más conocida como Maud McCarthy, una experta en la música de la India con la que tendrá dos hijos, Patrick y Marybride. Fould compuso su gigantesco World Requiem entre 1919 y 1921, y lo dedicó a las víctimas de la guerra de todas las naciones (de ahí el título, Réquiem mundial. Se estrenó en el Royal Albert Hall bajo la dirección del propio Foulds, bajo el patrocinio de The Royal British Legion la misma noche del armisticio (11 de noviembre de 1923). Foulds dirigió a 1250 intérpretes, entre instrumentistas y cantantes del coro. El texto de esta composición no se limita al del Réquiem litúrgico, sino que mezcla otros textos y poemas seleccionados por Maud MacCarthy. Tuvo gran éxito popular y se repitieron las interpretaciones de la obra en 1924 y 1925 en el Queen's Hall. En 1926 volvió a ejecutarse en el Albert Hall, pero ya no se volvió a tocar hasta 2007 (de nuevo, en el Albert Hall). Las opiniones de los críticos sobre la obra fueron dispares, pero se hizo muy popular y no dejó de recibir encendidos elogios en los periódicos, como los siguientes: 

El alcance de esta obra está más allá de lo que nadie se ha atrevido a hacer hasta ahora. Ha encontrado, nada menos, que la expresión para la desgracia más extensa y profunda que esta generación jamás ha conocido. Al tiempo que esta música llegaba a un gran número de oyentes, cada uno de ellos sentía que estaba escrita sólo para él.

Pese a lo dicho, la obra dejó de interpretarse a partir de 1926. Algunos estudiosos sugieren una conspiración contra Foulds. Así, su biógrafo, Malcolm MacDonald, ha hablado de una suerte de intriga: Foulds era considerado un compositor inapropiado porque no había participado directamente en la guerra y por sus ideas izquierdistas.

## París y La India
Foulds sintió una gran decepción ante esta falta de reconocimiento por su obra en Gran Bretaña. Abandonó su país y se instaló en París en 1927, donde trabajó como pianista en proyecciones de cine mudo. Redactó una enorme obra sobre las novedades de la música de su tiempo que tituló Music To-day, que se publicó en 1934. En 1935 viajó a La India, donde recopiló música folclórica y llegó a ser nombrado director de Música Europea de la cadena radiofónica All-India de Delhi, donde creó una orquesta de púa y empezó a trabajar en su sueño de lograr una síntesis entre Oriente y Occidente. Compuso obras para conjuntos de instrumentos tradicionales indios y fue tal su éxito que se le requirió para trabajar en la radio de Calcuta. Sin embargo, una semana después de llegar a esta ciudad, murió víctima del cólera. 

## Obras y catálogo
El catálogo de obras de John Foulds incluye obras solistas, coro y orquesta (The Vision of Dante, op. 7; A World Requiem op. 60 (1918-1921) con textos litúrgicos, no litúrgicos y poemas seleccionados por Maud McCarthy), obras para voz y orquesta (Lyra Celtica), obras para instrumento solista y orquesta (entre otras, el Concierto para violonchelo en sol mayor, op. 17, y Dynamic Triptych para piano y orquesta, op. 88), obras orquestales (como Music-Pictures Group III, Hellas op.45, April – England), orquestaciones de obras de Borodín, Glazunov y Schubert, música ligera para orquesta, música de cámara (se conservan cuatro cuartetos de cuerda de los diez que compuso), canciones (con textos de Lord Byron, Edgar Allan Poe, Rabindranath Tagore, Longfellow y William Shakespeare, entre otros), obras corales y música incidental para obras teatrales de Shakespeare, Kālidāsa, Eurípides, Sacha Guitry, Percy Bysshe Shelley, George Bernard Shaw y J. M. Barrie), entre otros.
Entre sus obras, destacan el World Requiem, la gran ópera de concierto, The Vision of Dante, op. 7, (1905–1908), basada en la traducción de Longfellow de la Divina comedia de Dante, así como una serie de pinturas musicales en las que exploró las afinidades entre la música y los distintos estilos pictóricos. Henry Wood incluyó una de estas obras en los Proms de 1913. Pocas de estas obras fueron interpretadas o publicadas en vida del autor y se han perdido (sobre todo las que compuso durante su estancia en La India). Entre las partituras perdidas se encuentra una Sinfonía del Este y del Oeste (Symphony of East and West), compuesta para instrumentos propios de las orquestas occidentales y orientales. La hija de Foulds depositó los manuscritos que conservaba de su padre en la Biblioteca Británica.